# Holomitrium squarrifolium
Holomitrium squarrifolium là một loài rêu trong họ Dicranaceae. Loài này được E.B. Bartram mô tả khoa học đầu tiên năm 1933.